# Sing-Sings Sønner
Sing-Sings Sønner er en amerikansk stumfilm fra 1921 af Frank Lloyd.

## Medvirkende
- House Peters som Sid Chambers
- Irene Rich som Laura Chadwick
- DeWitt Jennings som Mark Shadwell
- Sidney Ainsworth som Bob Drake
- Jessie De Jainette som Mrs. Shadwell
- William Friend som Mr. Miller
- Gertrude Claire som Mrs. Miller
- Lydia Yeamans Titus